# Praziquantel
Praziquantel és un fàrmac antihelmíntic usat pel tractament denombroses tipus d'infeccions per cucs paràsits. Específicament s'usa per tractar l'esquistosomosi, clonorchiasi (causades pel paràsit Clonorchis sinensis), opistorquiosi (causada per Opisthorchis viverrini i Opisthorchis felineus), infeccions per cestoda, cisticercosi (Taenia solium) malaltia hidàtida, i altres per Trematoda. No s'ha de fer servir per infeccions de cucs a l'ull. Es pren oralment.
S'utilitza el praziquantel en les infeccions produïdes per Opisthorchis viverrini, administrant-se tres dosis el dia de 25 mg/kg, durant dos o tres dies. De manera alternativa es pot administrar una única dosi de 40 mg/kg.
Els efectes secundaris inclouen mala coordinació, dolor abdominal, vòmits, mal de cap i reaccions al·lèrgiques. Actua parcialment afectant la funció dels xucladors del cuc.
Praziquantel va ser aprovat mèdicament als Estats Units el 1982.